# Борув (Великопольське воєводство)
Борув (пол. Borów) — село в Польщі, у гміні Опатувек Каліського повіту Великопольського воєводства.
Населення — 411 осіб (2011).
У 1975-1998 роках село належало до Каліського воєводства.

## Демографія
Демографічна структура станом на 31 березня 2011 року:
|          | Загалом | Допрацездатний вік | Працездатний вік | Постпрацездатний вік |
| -------- | ------- | ------------------ | ---------------- | -------------------- |
| Чоловіки | 207     | 43                 | 137              | 27                   |
| Жінки    | 204     | 41                 | 121              | 42                   |
| Разом    | 411     | 84                 | 258              | 69                   |